# Exochus appendiculatus
Exochus appendiculatus là một loài tò vò trong họ Ichneumonidae.